# Luca Giordano (calciatore)
Luca Giordano (fl. XX secolo) è stato un calciatore italiano, di ruolo difensore.

## Biografia
Giocò due campionati di Prima Divisione con la maglia della Salernitanaudax collezionando sei presenze.

Negli anni trenta fu ingaggiato dal Savoia di Torre Annunziata.